# Penda
Penda (* um 605; † 15. November 655 in der Schlacht am Winwaed) war in den Jahren von etwa 626 bis 655 König des angelsächsischen Königreiches Mercia. Er führte sein Reich innerhalb der Heptarchie in mehreren Kriegen zur lokalen Großmacht.

## Familie
Penda war ein Sohn des Königs Pybba (593–606/615) aus der Dynastie der Iclingas. Seine Mutter ist unbekannt. Penda war vermutlich mehrmals verheiratet. Merewalh (fl. 650), ein Unterkönig der Magonsæte, scheint aus einer frühen Ehe zu stammen. Weitere Kinder, die vermutlich aus seiner Ehe mit Cynewise hervorgingen, waren die Söhne Peada (655–656), Wulfhere (658–674/675) und Æthelred (674/675–704), die ihm nacheinander als Könige Mercias folgten. Seine Tochter Cyneburg war mit Ealhfrith (655–664), dem Unterkönig von Deira verheiratet.
Durch seine nicht namentlich genannte Schwester, die jedoch von einzelnen Historikern mit Seaxburg identifiziert wird, war Penda mit Cenwalh, dem König der Gewissæ, verschwägert. Eine andere Schwester soll mit Cadwallon ap Cadfan, dem König von Gwynedd, verheiratet gewesen sein.

## Herrschaft

### Thronfolge
Penda war der erste historisch gesicherte König Mercias. Er soll der Nachfolger des Königs Ceorl gewesen sein. Beda Venerabilis erwähnt zwar einen gewissen Ceorl/Cearl als ersten König Mercias, dieser wird jedoch in den überlieferten Stammtafeln nicht genannt.
Der Beginn der Herrschaft Pendas kann nicht eindeutig festgelegt werden. Einerseits gibt die Angelsächsische Chronik seine Erhebung für das Jahr 626 wieder, andererseits behauptet Beda, Penda habe seine Herrschaft im Jahre 633 angetreten. Die Historia Brittonum, gemeinhin dem walisischen Mönch Nennius aus dem 9. Jahrhundert zugeschrieben, nennt wiederum als Jahr des Regierungsantritts 642. Manche Historiker halten es für möglich, dass sein Bruder Eowa bis 642 der dominierende König in Mercia war und das nördliche Mercia beherrschte, während Penda nur die südlichen Gebiete regierte. Dies würde auch erklären, warum die Historia Brittonum Penda nur 10 Regierungsjahre zuschreibt, während Beda 22 angibt. Andere Historiker sehen in Eowa einen Mitkönig Pendas.
Æthelfriths von Northumbria errang um 615 in der Schlacht bei Chester einen wichtigen Sieg über die walisischen Königreiche und vermutlich auch über Mercia. Möglicherweise bereitete Æthelfrith Ceorls Herrschaft um 616 ein Ende und konnte zeitweilig selbst in Mercia und den davon abhängigen Kleinreichen herrschen oder von ihm dominierte Unterkönige einsetzen. Zumeist wird Ceorls Tod auf das Jahr 626 angesetzt und Penda als sein direkter Nachfolger angesehen.

### Krieg gegen die Gewissæ

Mercia und seine Nachbarreiche zu Pendas Zeit

Als gesichert kann nur gelten, dass Penda sich als Herrscher Mercias im zweiten Viertel des 7. Jahrhunderts etabliert hatte und begann, seine Herrschaft weiter auszudehnen. Sein Hauptgegner war das Königreich Northumbria. Ob Penda, bevor er König wurde, auf eigene Faust Krieg gegen Wessex führte ist nicht deutlich. Er nahm jedenfalls teil an einem Krieg gegen Wessex im Jahr 628, der in der Schlacht von Cirencester gipfelte. Der daraufhin ausgehandelte Friedensvertrag sah offenbar die Heirat von Cynegils Sohn Cenwalh mit der Schwester Pendas vor. Auch die Vorherrschaft über die Region um Cirencester im Königreich Hwicce, wo sowohl Angeln als auch Sachsen siedelten, ging an Mercia über. Wahrscheinlich ging die Schaffung des Königreiches Hwicce auf die Vereinigung des anglischen Nordens mit dem sächsischen Süden durch Penda zurück. Darin scheint einer der Gründe für die seither südwärts gerichtete Expansion der Gewissæ zu liegen. Diese Schlacht war der Beginn der Rivalität zwischen Wessex und Mercia, die sich bis ins 9. Jahrhundert hinzog.

### Beziehungen zu Northumbria

#### Schlacht von Hatfield Chase
Im Jahr 633 verbündete Penda sich mit dem walisischen König Cadwallon ap Cadfan von Gwynedd und rebellierte gegen König Edwin (616–633) von Northumbria. Gemeinsam brachten sie eine ansehnliche Streitmacht zusammen, der es gelang, das northumbrische Heer am 12. Oktober 633 in der Schlacht von Hatfield Chase bei Doncaster zu vernichten. Edwin fiel im Kampf; ebenso sein Sohn Osfrith. Sein Sohn Eadfrith musste sich ergeben und wurde später von Penda ermordet. Unmittelbare Folge der Niederlage war die erneute Teilung Northumbrias: Während sich im südlichen Deira Osric (633–634), ein Verwandter Edwins, halten konnte, fiel das nördliche Bernicia an den aus dem Exil zurückgekehrten Eanfrith (633/634–634), und damit an die dortige alte Dynastie zurück.
Möglicherweise wurde Penda um 635 von seinem Bruder Eowa (635?–642), der von einigen Historikern als northumbrischer Marionettenkönig angesehen wird, vom Thron gedrängt.

#### Schlacht von Maserfield
Pendas Einfluss hatte sich in das westlich gelegene Wales ausgedehnt. Im Jahr 642 griff der northumbrische König Oswald (634–642) Penda, der mit dem britischen König Cynddylan ap Cyndrwyn von Powys verbündet war, an und fiel am 5. August in der Schlacht von Maserfield (wohl bei Oswestry), nahe der walisischen Grenze. Unmittelbare Folge der Niederlage war die erneute Teilung von Northumbria: Im nördlichen Bernicia trat Oswalds Bruder Oswiu (642–670) die Thronfolge an, während im südlichen Deira mit Oswine (642/643–651) die dortige alte Dynastie noch einmal auf den Thron gelangte. Der Historia Brittonum und den Annales Cambriae folgend fiel auch Pendas Bruder Eowa bei dieser Schlacht.
In den späten 640er Jahren fiel Penda erneut plündernd in Northumbria ein und belagerte erfolglos die Hauptstadt Bamburgh. In den frühen 650er Jahren unternahm Penda einen weiteren Feldzug und zog brandschatzend durch Northumbria.

#### Bündnisse und Heiratspolitik
Æthelwald (um 651 bis um 655), der zunächst wohl als Oswius Unterkönig in Deira regierte, machte sich bald, wahrscheinlich von Penda unterstützt, unabhängig. Die Rivalität zwischen Oswiu und Penda, die beide eine Hegemonie anstrebten, wuchs immer weiter an. Penda versuchte sich militärisch Geltung zu verschaffen, während Oswiu offenen Konflikten eher abgeneigt schien und einen subtileren Weg einschlug. Seine Probleme mit Mercia versuchte Oswiu durch Heiratspolitik zu lösen: Seinen Sohn Ealhfrith, den späteren Unterkönig in Deira (655–664), verheiratete er mit Cyneburg, einer Tochter Pendas. Um das Jahr 653 verheiratete Oswiu seine Tochter Ealhflæd mit Peada, dem König der Mittelangeln und Sohn Pendas. Voraussetzung für die Ehe war Peadas Konversion zum Christentum. Peada wurde um 653 mit seinen Begleitern durch Bischof Finan von Lindisfarne in Ad Murum (östlich von Hexham) getauft. Die Missionare Cedd, Adda, Betti und Diuma wurden ihm zur Bekehrung der Mittelangeln mitgegeben. Der heidnische Penda tolerierte die durchaus erfolgreichen Missionsbemühungen.

### Südliche Nachbarn
Um 640 griff Penda das East Anglia an. Sigebert (630/631–um 637), der einige Jahre zuvor abgedankt hatte und den Ruf eines berühmten und mutigen Heerführers hatte, wurde von den unterlegenen Ostangeln aus dem Kloster geholt, um das Heer in der folgenden Schlacht zu ermutigen. Er soll widerstrebend und eingedenk seines Gelübdes unbewaffnet, nur mit einem Stab in der Hand, inmitten des Heeres in die Schlacht gezogen sein. Sigebert und Ecgric (um 637–um 640) fielen im Kampf und das ostanglische Heer wurde niedergemacht oder floh. East Anglia überstand diese Niederlage und das Königtum ging auf Anna (um 640–654) über. Anna musste sich in seiner Regierungszeit mit den Expansionsbestrebungen des Penda von Mercia auseinandersetzen. 645 überfiel Penda von Mercia die Gewissæ erneut, weil, so Beda Venerabilis, Cenwalh von Wessex seine Frau, eine Schwester Pendas, verstoßen hatte. Cenwalh musste vor Penda fliehen und lebte drei Jahre lang bei Anna, von dem er zum Christentum bekehrt wurde, im Exil. 648 gelang es Cenwalh, seine Herrschaft über Wessex zurückzugewinnen, doch nun wandte sich Penda erneut gegen East Anglia. Um das Jahr 650 eroberte Penda East Anglia. Anna musste zeitweilig fliehen, konnte das Königtum jedoch wiedererlangen.
Im Gebiet der Mittelangeln, dem Territorium zwischen dem Königreich der Ostangeln und Mercia, konnte Penda um 653 seinen Sohn Peada, wenn auch wahrscheinlich nicht als König, so doch als Herrscher oder Unterkönig einsetzen. Wohl um seine Position zu festigen, vermählte Anna seine Tochter Æthelthryth um 652 mit Tondberht, dem princeps Australium Gyruiorum (Ealdorman der Süd-Gyrwier), einem kleinen halbautonomen Stamm in den Fens an der Grenze zu Mercia. Um 654 fielen Anna und sein Sohn Jurmin in der Schlacht von Bulcamp im Kampf gegen Penda, der East Anglia ein zweites Mal eroberte. Vermutlich setzte Penda Annas Bruder Æthelhere (654–655) als subregulus (Unterkönig) ein. Æthelhere von East Anglia war in seiner kurzen Herrschaft offenbar weitgehend von Penda abhängig. Im Jahr 654 griff Penda das Königreich Essex an und brachte es unter seine Oberherrschaft.

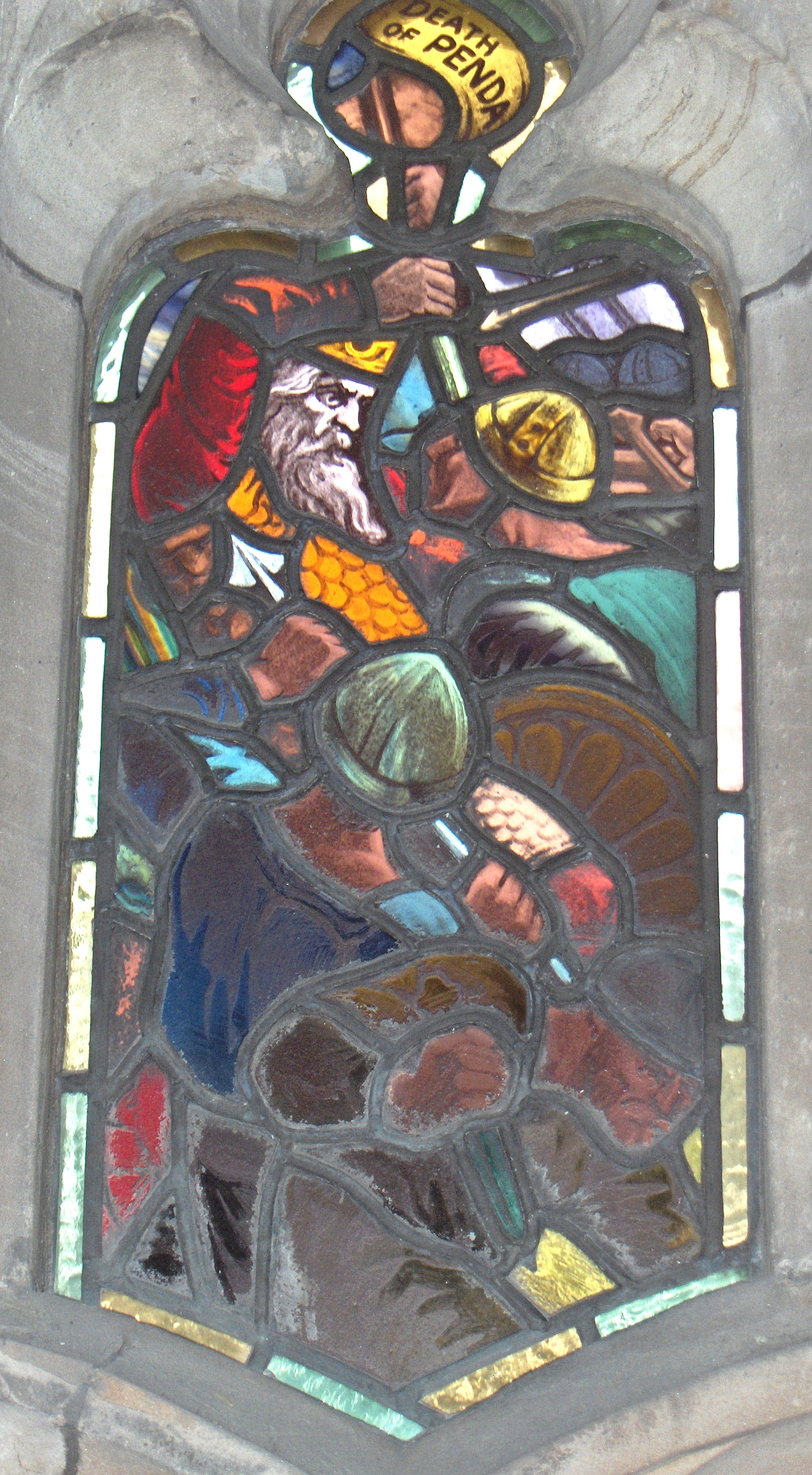
Ein Glasfenster in der Kathedrale von Worcester zeigt den Tod Pendas

## Tod und Nachfolge
Im Bündnis mit Æthelwald von Deira, Æthelhere von East Anglia und dem walisischen König Cadfael ap Cynfeddw von Gwynedd ging Penda 655 mit einer Armee, die aus 30 legiones, geführt von 30 Ealdormen (duces regii), bestanden haben soll, in einem Feldzug gegen den northumbrischen König Oswiu vor und drängte ihn zunächst bis nach Schottland zurück. Oswiu versprach hohe Tributzahlungen, wenn Penda das Land verließe, doch jener lehnte ab. Oswiu und sein Sohn Ealhfrith stellten sich Penda mit deutlich geringeren Truppen entgegen. Æthelwald und Cadfael verließen das Heer aber offenbar vor der entscheidenden Schlacht von Winwaed bei Loidis (Leeds) am 15. November. Penda und Æthelhere fielen in der Schlacht. Vermutlich wollte Æthelwald durch dieses Manöver die Gunst Oswius zurückgewinnen, doch setzte dieser ihn offenbar ab und seinen Sohn Ealhfrith als Æthelwalds Nachfolger ein. Æthelwald verschwand darauf aus den Quellen; sein weiteres Schicksal ist unbekannt.
Selbst durch den ihm nicht freundlich gesinnten Beda wurde Penda, obwohl Heide, als vir strenuissimus (Mann von äußerster Tatkraft) bezeichnet. Zum Zeitpunkt seines Todes hatte er weitgehend die Oberherrschaft über Northumbria errungen und war, Beda zufolge, Herr über die südlichen Königreiche. Nachdem Penda gefallen war, übernahm Oswiu von Northumbria dessen Rolle als Hegemonialmacht.
Als Folge des Ausgangs dieser Schlacht kam Mercia unter die Oberherrschaft Oswius von Northumbria und wurde in eine nördliche und südliche Hälfte geteilt. Der Norden Mercias ging an Oswiu und der Süden an Pendas Sohn Peada, während in East Anglia Æthelwald (655–664) auf Æthelhere folgte.
Penda war der letzte heidnische Herrscher Mercias. Als Folge und unter dem Einfluss der Oberherrschaft Northumbrias konnte sich das Christentum in Mercia etablieren. Penda hatte zwar das Predigen des Christentums in Mercia nicht verboten, förderte es aber auch nicht. Nach seinem Tod wurde die Christianisierung forciert.